# Elektrobenetzung
Mit Elektrobenetzung (englisch electrowetting) wird ein physikalische Phänomen bezeichnet, bei dem eine Flüssigkeit einen Gegenstand stärker benetzt infolge der Veränderung ihrer Oberflächenspannung unter dem Einfluss eines elektrisches Feldes (Elektrokapillarität). Gabriel Lippmann lieferte 1875 die physikalische Erklärung dazu.

## Aufbau einer Elektrobenetzungszelle

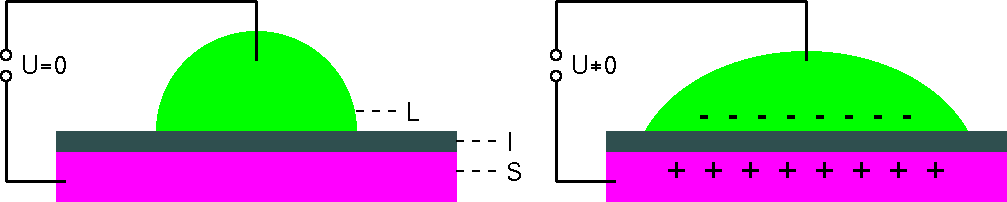
Effekt der Elektrobenetzung (L – leitfähige Flüssigkeit, I – hydrophobe Isolatorschicht, S – Substrat).

Grundsätzlich besteht eine Elektrobenetzungszelle immer aus einer Art Kondensator, bei dem der Platz zwischen den Elektroden mit einer hydrophoben Flüssigkeit (z. B. Öl) und Wasser gefüllt ist, wobei eine der Elektroden hydrophob beschichtet ist. Ohne Feld legt sich das Öl als Film über die beschichtete Elektrode, mit Feld verdrängt das Wasser den Ölfilm, da das anliegende Feld die Polarisation der Dipole in der Wasseroberfläche aufhebt.

## Kontaktwinkel der Flüssigkeiten
Der Kontaktwinkel verringert sich mit zunehmender Spannung U zwischen dem Flüssigkeitstropfen und der Elektrode unter der Auflagefläche gemäß der Lippmann-Gleichung:
{\displaystyle \cos \Phi =\cos \Phi _{0}+{\frac {\varepsilon \cdot U^{2}}{2\sigma \cdot d}}}
Φ: Kontaktwinkel der Elektrobenetzung
Φ0: Kontaktwinkel ohne elektrische Spannung
ε: Permittivität des Dielektrikums zwischen Elektrode und Flüssigkeit
d: Schichtdicke des Dielektrikums
σ: Oberflächenspannung der Flüssigkeit

## Anwendungsgebiete
Über die Ausgestaltung des Flüssigkeitsraumes, der Elektroden und der Farbe des Öls kann man unterschiedliche elektrooptische Bauelemente realisieren:
- Farbdisplays
- Flüssiglinsen mit einstellbarer Brennweite
- Irisblenden

Elektrobenetzung kann in der Mikrofluidik Flüssigkeitsoberflächen stabilisieren, die sonst wegen der Kapillarkräfte zur Auflagefläche dynamisch instabil sind.